# (167) Urda
(167) Urda est un astéroïde de la ceinture principale découvert par Christian Peters le 28 août 1876.